# Antonio Vicino
Antonio Vicino (Nápoles, 24 de enero de 1995) es un deportista italiano que compite en remo.
Ganó una medalla de oro en el Campeonato Mundial de Remo de 2022 y tres medallas en el Campeonato Europeo de Remo entre los años 2020 y 2022.

## Palmarés internacional
| Campeonato Mundial | Campeonato Mundial       | Campeonato Mundial | Campeonato Mundial  |
| Año                | Lugar                    | Medalla            | Prueba              |
| ------------------ | ------------------------ | ------------------ | ------------------- |
| 2022               | Račice (República Checa) | Medalla de oro     | Cuatro scull ligero |
| Campeonato Europeo |                          |                    |                     |
| Año                | Lugar                    | Medalla            | Prueba              |
| 2020               | Poznań (Polonia)         | Medalla de oro     | Cuatro scull ligero |
| 2021               | Varese (Italia)          | Medalla de oro     | Cuatro scull ligero |
| 2022               | Múnich (Alemania)        | Medalla de oro     | Cuatro scull ligero |